# Mina wyskakująca
Mina wyskakująca – mina przeciwpiechotna, przeznaczona do użycia w otwartym terenie. Po zainicjowaniu zapalnika poprzez naciśnięcie (zapalnik naciskowy) lub poruszenie linki naciągu (zapalnik naciągowy) ładunek miotający wyrzuca minę na wysokość od około 0,5 do 1,5 metra, gdzie następuje eksplozja ładunku głównego, rozrzucającego odłamki w znacznym promieniu. Jednym z pierwszych rozwiązań tego typu była szeroko wykorzystywana podczas II wojny światowej niemiecka mina typu S, na której oparto wiele późniejszych konstrukcji. Poza Niemcami tego typu miny wykorzystywały w działaniach wojennych głównie Stany Zjednoczone, Związek Radziecki i Wietnam. Poza tym miny wyskakujące produkowano także w Chinach, Jugosławii, NRD i we Włoszech.
Miny wyskakujące są znacznie droższe niż klasyczne miny przeciwpiechotne. Ze względu na duże pole rażenia i możliwość zdalnego odpalania, także przy pomocy zapalników elektrycznych, doskonale nadają się do zasadzek.
W innych krajach, między innymi w Chinach i Włoszech, również podjęto produkcję min wzorowanych na niemieckiej minie typu S. Ograniczenie wykorzystania min lądowych takich jak mina typu S jest obecnie tematem debaty międzynarodowej. Broń ta jest uważana za niehumanitarną, powoduje ofiary wśród osób cywilnych, w tym dzieci. Używanie min tego typu, tak jak większości min lądowych zostało ograniczone traktatem ottawskim (Konwencja o zakazie użycia, składowania, produkcji i przekazywania min przeciwpiechotnych oraz o ich zniszczeniu) podpisanym przez 155 państw.

## Zasada działania

Schemat działania miny wyskakującej

Proces inicjowania eksplozji przebiega w dwóch etapach (patrz rysunek obok):
1. Po zainicjowaniu zapalnika miny następuje eksplozja małego ładunku miotającego, który wyrzuca minę na wysokość od 0,5 do 1,5 metra nad ziemię.
2. Po zadanym czasie lub osiągnięciu wysokości przekraczającej długość linki zapalnika i optymalnej do rażenia piechoty następuje eksplozja głównego ładunku wybuchowego.
3. Główny cylindryczny ładunek wybuchowy miny jest obłożony prefabrykowanymi odłamkami (kulki stalowe, odcinki drutu, pociski pistoletowe[2]) lub też otoczony fragmentującym korpusem, których zadaniem jest rażenie żołnierzy nieprzyjaciela.

## Przykłady min wyskakujących
- Mina typu S (Niemcy) – nazywana przez wojska lądowe większości aliantów zachodnich „Podskakująca Betty” (ang. Bouncing Betty), a przez Australijczyków i Nowozelandczyków – „Skaczący Jack” (ang. Jumping Jack).
- M16 (Stany Zjednoczone) – opracowana na podstawie planów i zdobytych egzemplarzy niemieckiej miny typu S. Mina tego typu wyskakiwała na wysokość klatki piersiowej (około 1,5 metra) rażąc stalowymi odłamkami rozrzucanymi energią ładunku trotylu o masie 500 g.
- OZM (Związek Radziecki, Rosja) – rodzina min wyskakujących (OZM-4, OZM-4 i OZM-72), eksplodujących na wysokości około 0,5 metra i rażących odłamkami żeliwnego korpusu lub stalowymi odłamkami prefabrykowanymi.
- PROM-1 (Jugosławia) – inspirowana niemiecką miną typu S i działająca na podobnej zasadzie.
- Valmara 69 (Włochy) – mina eksplodująca na wysokości około 45 cm nad ziemię i rażąca prefabrykowanymi odłamkami (około 1000 sztuk). Korpus miny jest wykonany z plastiku, a promień rażenia ocenia się na 25 metrów. Podobna do niej jest inna włoska mina przeciwpiechotna VS-JAP (skrót od ang. Valsella Jumping Anti-Personnel).
- K-2 (NRD) – wschodnioniemiecka wyskakująca odłamkowa mina przeciwpiechotna, zaprojektowana w 1958 roku.
- PSM-1 (Bułgaria) – przeciwpiechotna mina odłamkowa, wykorzystywana od początku lat 80. między innymi przez Wojsko Polskie.

Przykłady min wyskakującyh
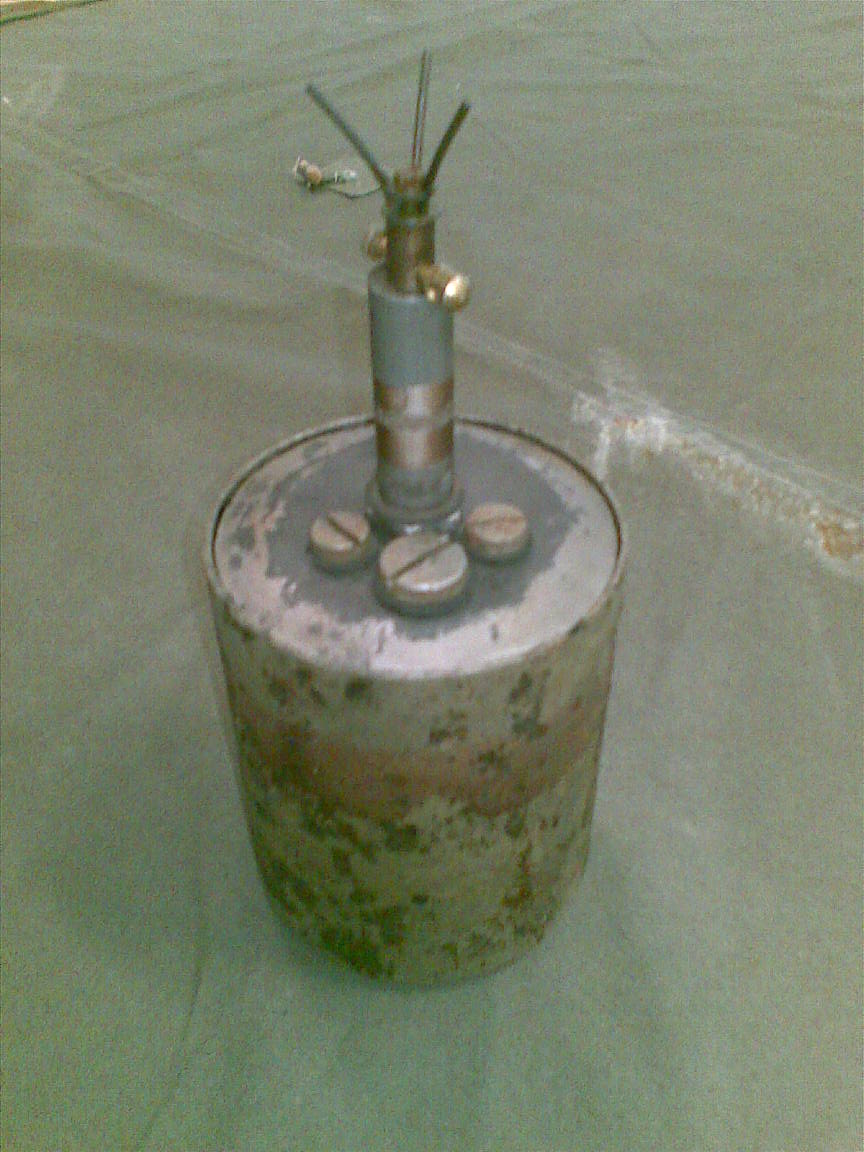
Mina typu S
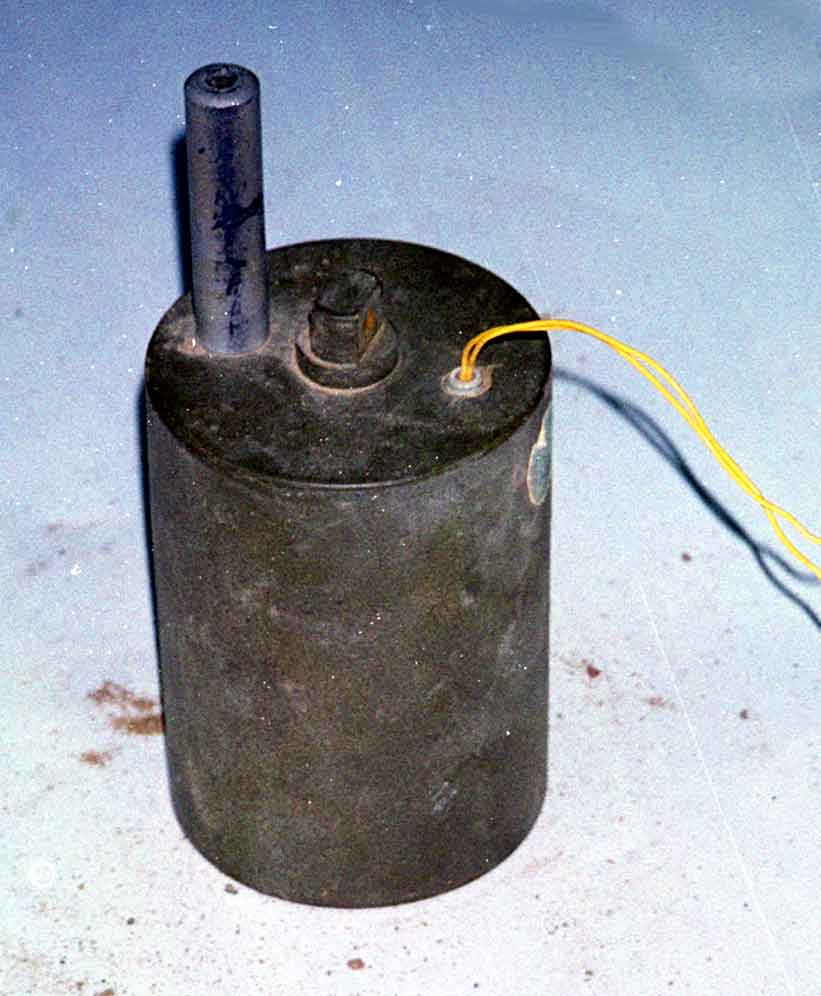
OZM-3
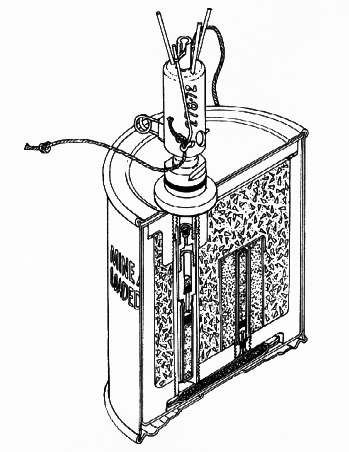
M16
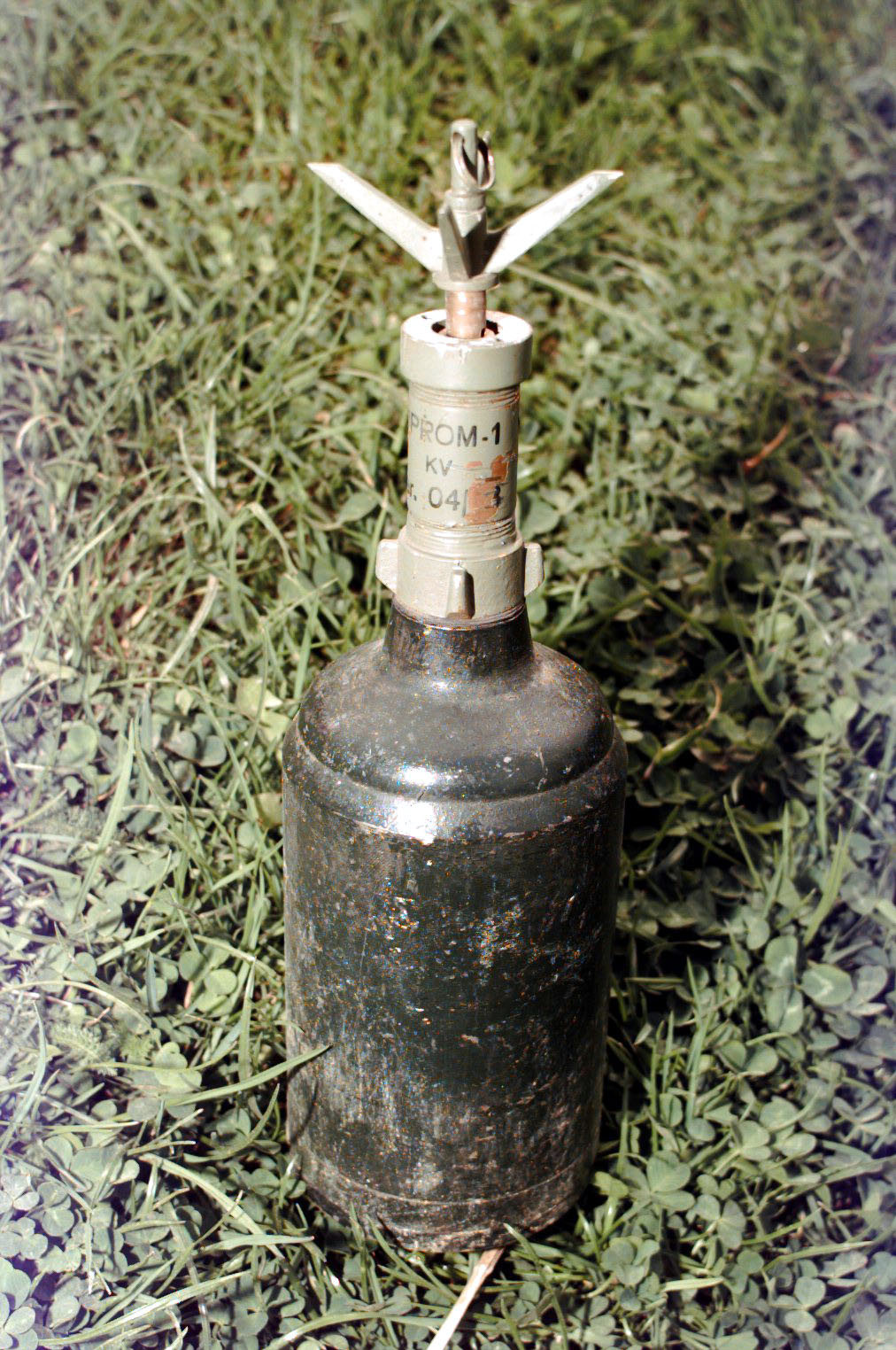
PROM-1
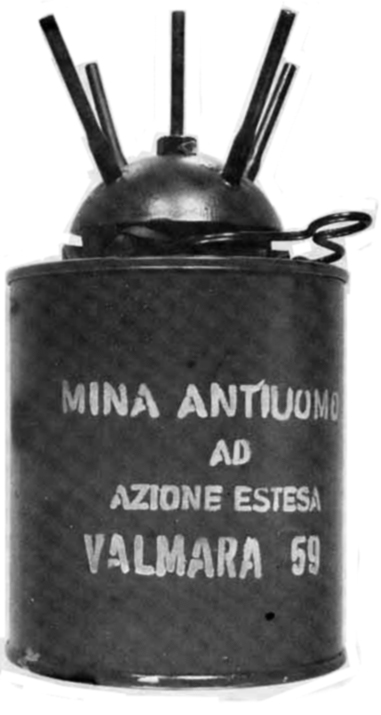
Valmara 59
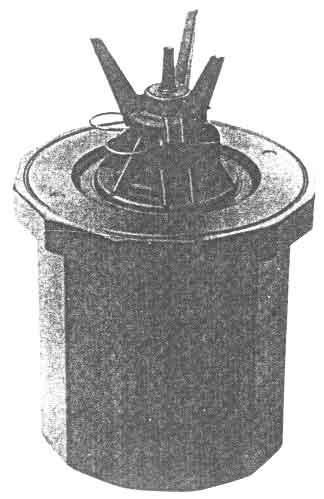
VS-JAP
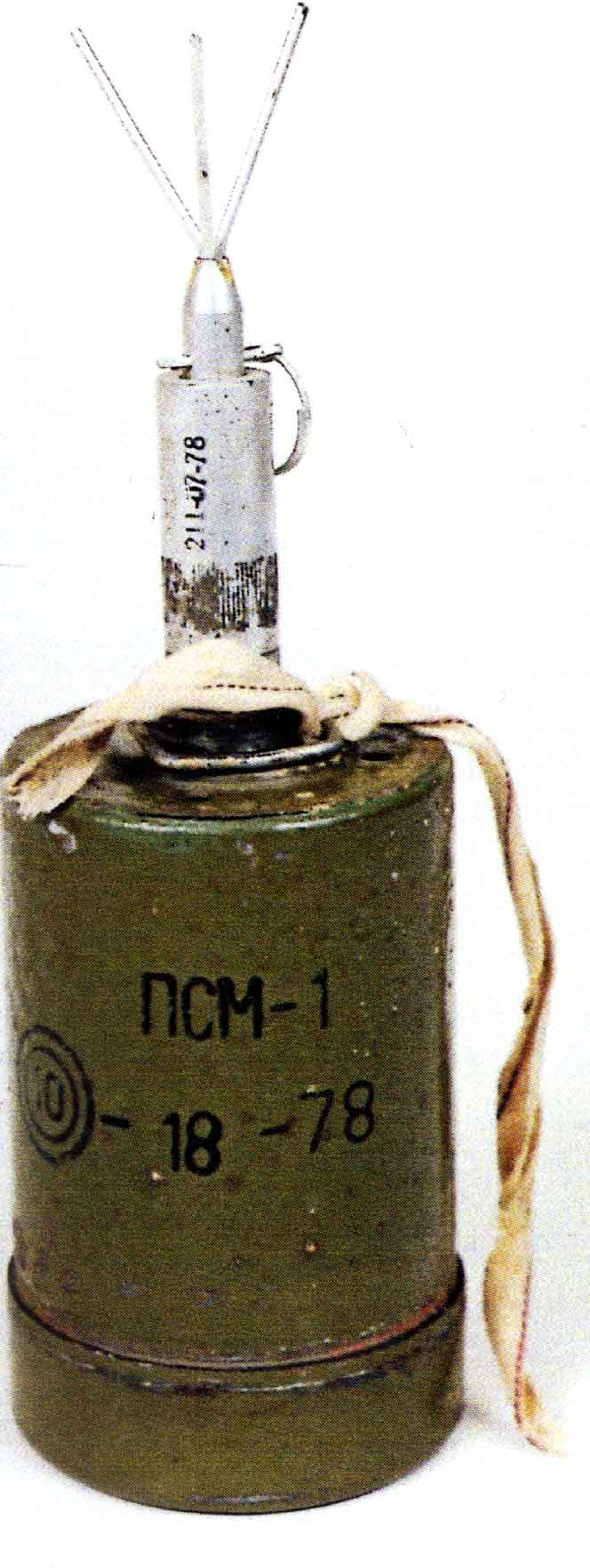
PSM-1